# بخش لوجیانگ، کوانتژو
بخش لوجیانگ (به لاتین: Luojiang District) یک منطقهٔ مسکونی در چین است که در کوانژو واقع شده‌است.